# Museo archeologico ostiense
Il Museo archeologico ostiense, noto anche semplicemente come Museo ostiense, è un museo archeologico sito nel Parco archeologico di Ostia antica, a Roma, e dedicato alla conservazione dei reperti tornati alla luce durante gli scavi.
La sede del museo è nel cosiddetto Casone del sale, un magazzino restaurato a tal proposito nel XIX secolo e risalente a sua volta al XVI secolo, quando fu costruito per volere di papa Pio V. Il Casone ospita inoltre la direzione dell'ente Parco Archeologico di Ostia Antica. Il museo ed il parco nel 2015 hanno avuto 320696 visitatori.

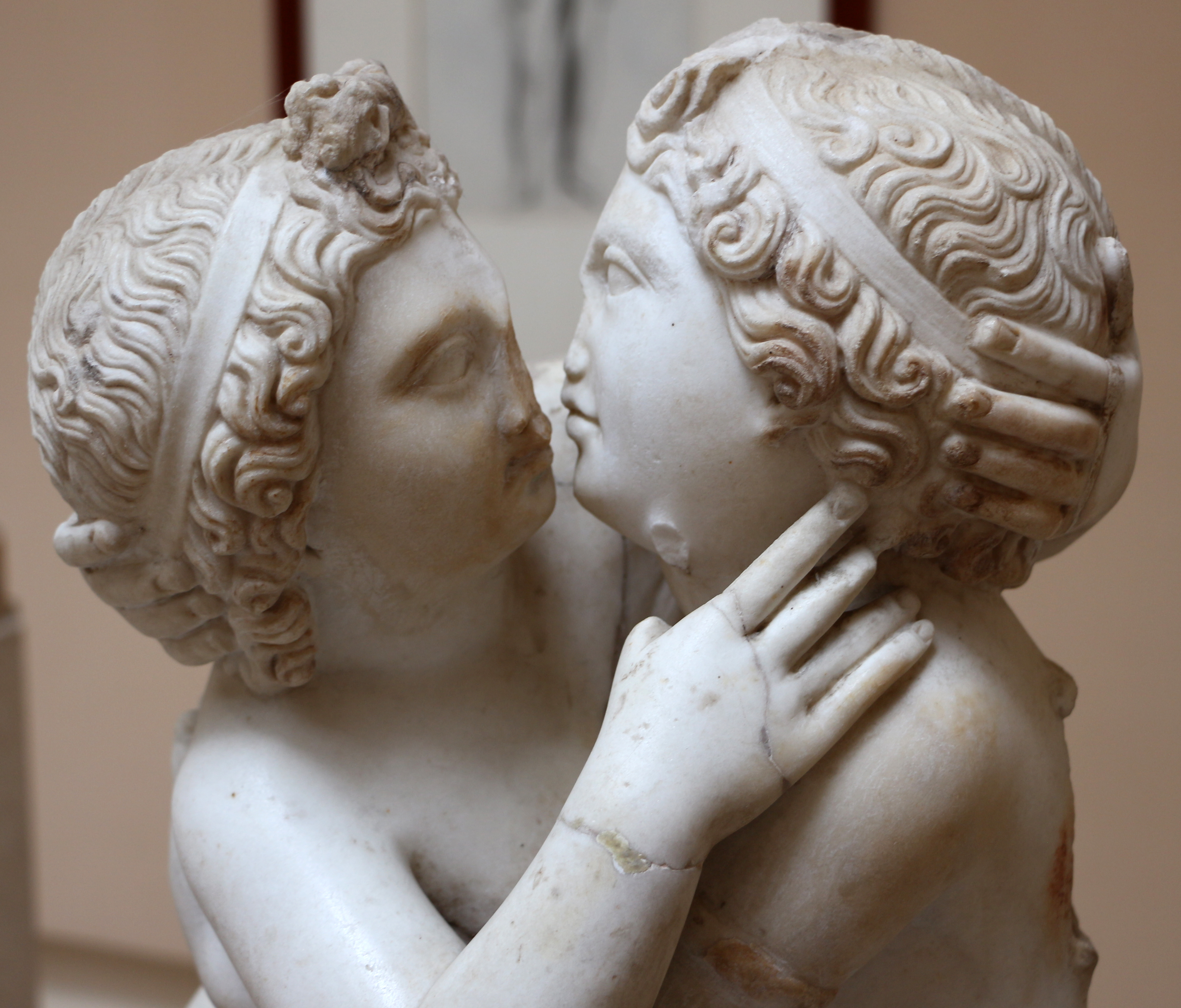
Amore e Psiche

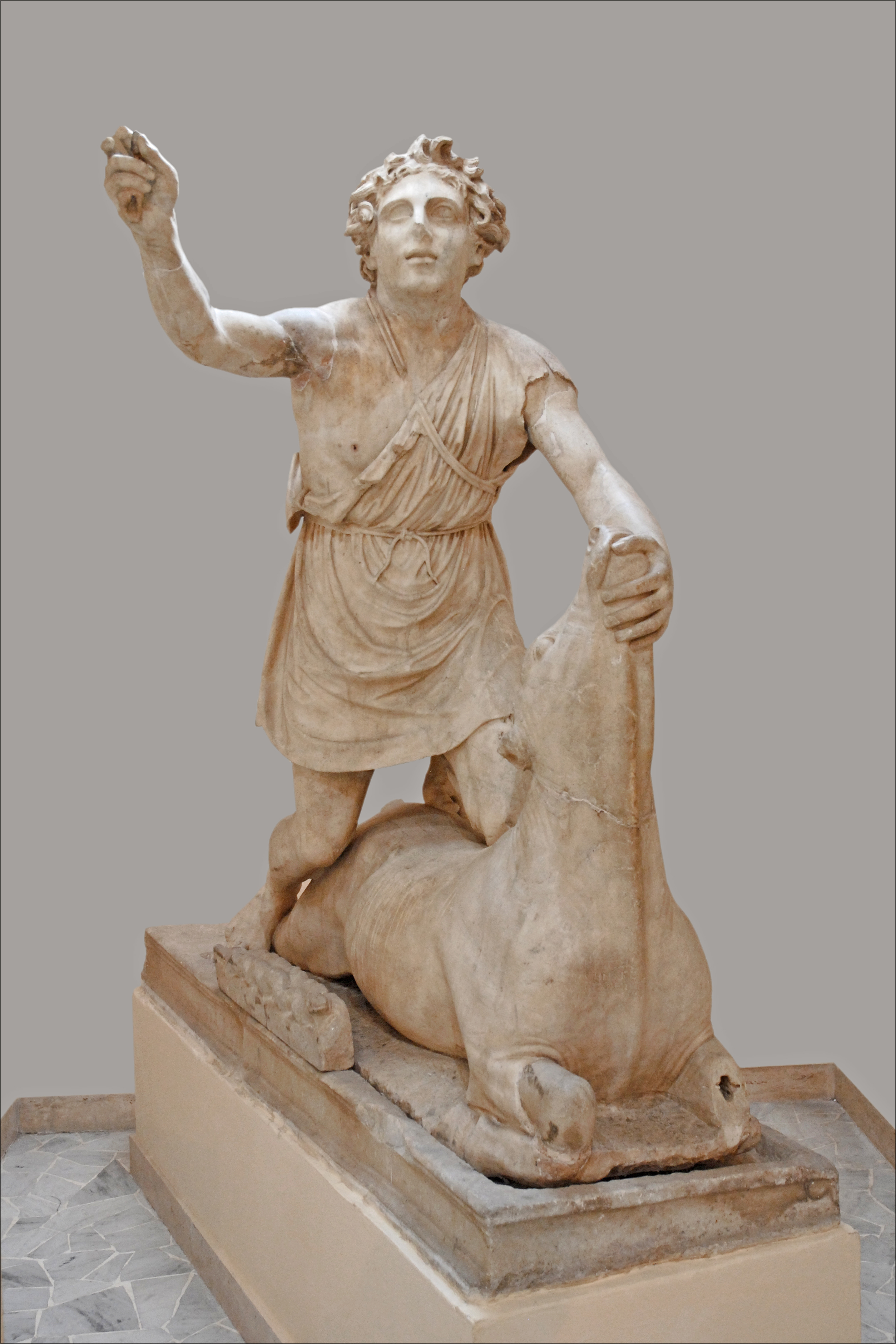
Mitra che uccide il toro

## Storia
Il museo fu istituito nel 1865 dall'archeologo Pietro Ercole Visconti, responsabile degli scavi, per volere di papa Pio IX e iniziò ad ospitare i primi reperti, quali statue e altre sculture. Per la sede del museo fu riqualificato il Casone del sale, un magazzino per le vicine saline costruito intorno al 1571; sulla facciata dell'edificio è presente una targa che reca la fine dei lavori di restauro, il 1868.
Con la presa di Roma nel 1870 si preferì spostare i reperti nel vicino castello di Giulio II. Essi tornarono nella collocazione originaria solo nel 1933 per volere del direttore degli scavi Guido Calza, che ne curò l'esposizione insieme all'architetto e archeologo Italo Gismondi.
Il museo, ampliato nel 1952, è stato rinnovato con una progettazione approvata una prima volta nel 1962 e una successiva nel 2019.

## Percorso museale
Il nuovo percorso museale si articola su sette sezioni e dodici sale, del primo piano dell'edificio:
- Sezione Prima - Introduzione al Parco archeologico e Multimedia
  - Sala I: Introduzione al Parco archeologico e al Museo
  - Sala II: Multimedia
- Sezione Seconda - Le origini della città e l’età repubblicana
  - Sala III: Il castrum; qui è esposta
  - Sala IV: L’area sacra di via della Foce
- Sezione Terza - Il potere imperiale
  - Sala V: Il potere centrale
- Sezione Quarta - La città
  - Sala VI: Spazi civici e monumenti pubblici
  - Sala VII: La gente
- Sezione Quinta - Le religioni e i culti
  - Sala VIII: Le religioni e i culti
- Sezione Sesta - Le necropoli
  - Sala IX: Le necropoli del territorio
  - Sala X: Le necropoli del territorio
  - Sala XI: I contesti di Isola Sacra
- Sezione Settima - Le forme dell’abitare
  - Sala XII: Le forme dell’abitare

## Reperti
Tra i reperti più rilevanti del museo si citano:
- la statua in terracotta della dea Fortuna
- il busto di Asclepio del II secolo a.C.
- il rilievo dell’aruspice Fulvius Salvis del I secolo a.C.
- sarcofago con scene dell'Iliade[1]
- la statua di Traiano dalla Schola del Traiano
- la statua di Sabina personificazione di Cerere dal Decumano
- la statua di Mitra che uccide il toro, dal mitreo delle Terme del Mitra[1]
- la  statua di Vittoria Alata
- la statua di Cartilio Poplicola